# Lunapark

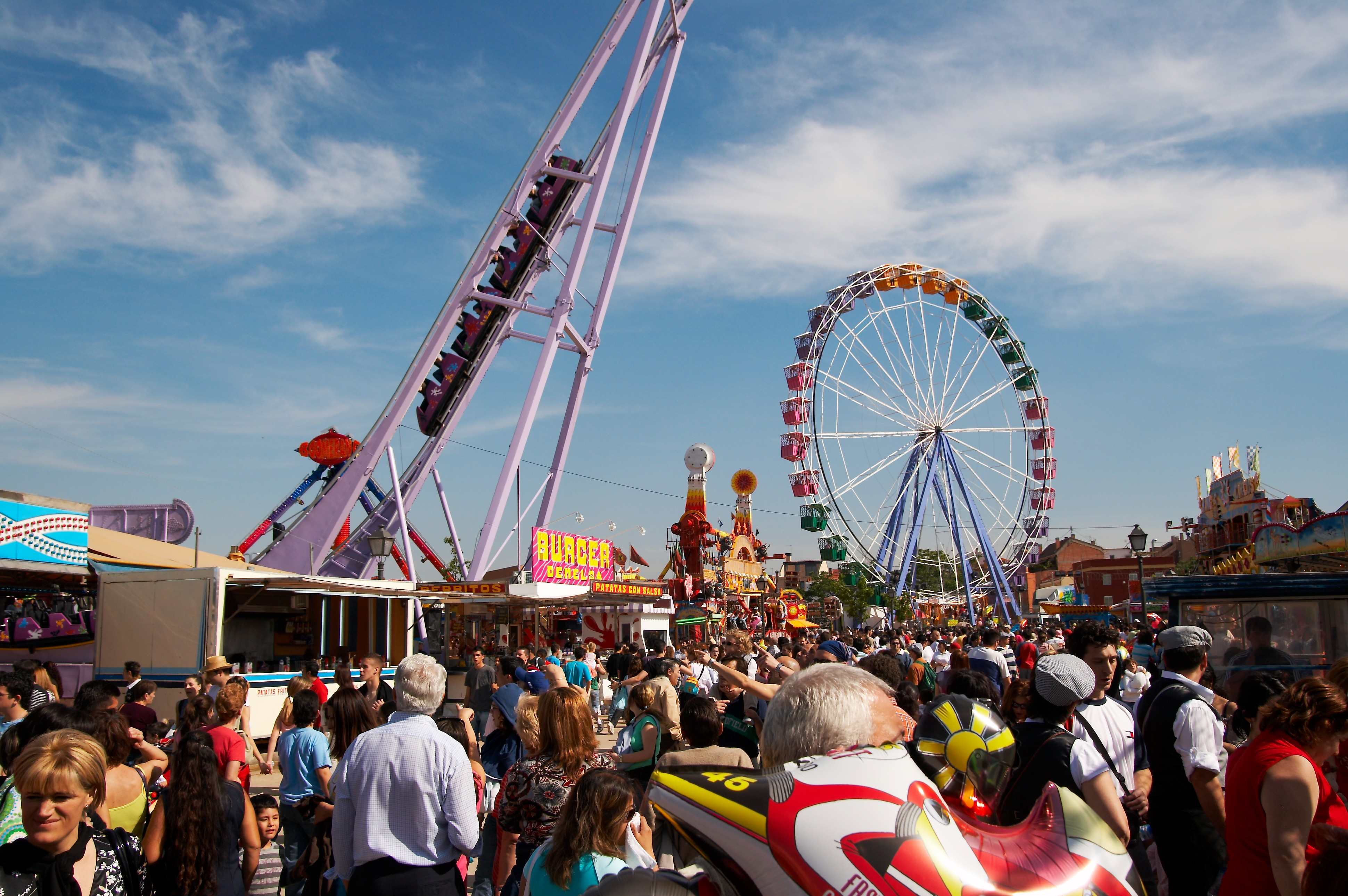
Wesołe miasteczko w Madrycie

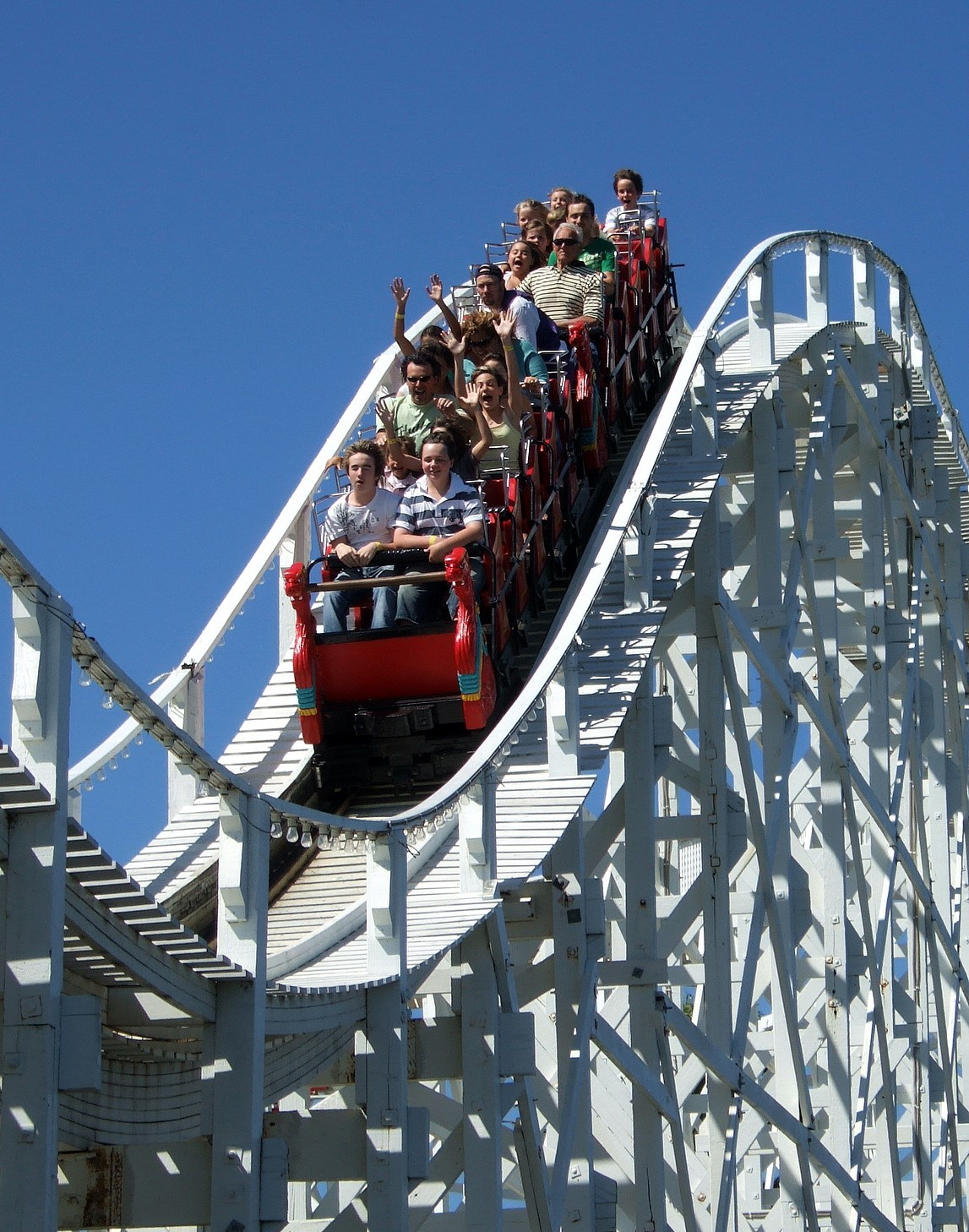
Kolejka górska

Lunapark (wesołe miasteczko, park rozrywki) – typ małego bądź średniej wielkości parku rozrywki, teren, na którym zgromadzone są urządzenia rekreacyjne, takie jak karuzele, kolejki górskie, diabelski młyn, beczka śmiechu, zjeżdżalnie, huśtawki, strzelnice, trampolina, symulatory ruchu, dom strachów i inne obiekty służące rozrywce. Infrastruktura wesołego miasteczka jest często uzupełniona o punkty gastronomiczne, sklepy z zabawkami, upominkami.

## Rodzaje wesołych miasteczek
- przyjezdne (kilka karuzel i punktów z grami zręcznościowymi),
- parki rozrywki (stawiające na ilość i intensywność atrakcji)
- parki tematyczne (stawiające na ilość i bogactwo dekoracji w kilku różnych tematach skupionych w różnych miejscach parku).

## Lunaparki w Polsce
Pierwsze prawdziwe wesołe miasteczko powstało w 1929, w Poznaniu z okazji otwarcia Powszechnej Wystawy Krajowej. Zwiedzający park rozrywki pierwszy raz użyli terminu wesołe miasteczko.
Wesołe miasteczka różnią się między sobą wielkością, programem oraz sposobem organizacji. Niektóre z nich są na stałe związane z jakimś miejscem, jak na przykład Legendia (dawniej: Śląskie Wesołe Miasteczko) w Parku Śląskim na granicy Katowic z Chorzowem, czy otwarty w 2014 roku pierwszy polski park tematyczny Energylandia w Zatorze, w woj. małopolskim. Do większych stacjonarnych lunaparków należy Lunapark we Wrocławiu przy ul. Mazowieckiej. Inne przemieszczają się pomiędzy miastami, podróżując podobnie jak cyrki.
W Polsce są popularne wesołe miasteczka przyjeżdżające z Czech. Wśród czeskich lunaparków najsłynniejszymi atrakcjami są m.in. autodrom, gabinet luster, pałac strachów, beczka śmiechu czy różnego rodzaju ekstremalne urządzenia rozrywkowe (nierzadko bardziej intensywne od dużych kolejek górskich).
Polskie wesołe miasteczka na początku XX wieku.
W 1906 roku, w Warszawie powstało Wesołe Miasteczko Służewiec. W 1927 roku powstało Wesołe Miasteczko na Polu Mokotowskim, które działało do 2009 roku. W okresie międzywojennym powstały wesołe miasteczka w innych miastach Polski: Łódź, Kraków, Poznań.
W okresie powojennym wesołe miasteczka stały się bardziej powszechne w Europie. Wdrażano nowe technologie, takie jak energooszczędne oświetlenie, silniki elektryczne i komputery sterujące. W tym okresie powstały również nowe rodzaje atrakcji: roller coastery z inwersjami, dark ride’y, wodne zjeżdżalnie.
PRL i wesołe miasteczka
W Polsce w okresie PRL-u wesołe miasteczka były jednym z głównych źródeł rozrywki dla mieszkańców. Rozwijały się powoli, ze względu na brak inwestycji i ograniczenia technologiczne. W Gdańsku, Wrocławiu czy Szczecinie powstały nowe lunaparki. Przetrwały one do czasów współczesnych. Niektóre z nich zostały zlikwidowane lub przekształcone w inne obiekty rekreacyjne.
Upadek komunizmu i wesołe miasteczka
Po upadku komunizmu wesołe miasteczka zaczęły się rozwijać. W latach dziewięćdziesiątych XX wieku powstały pierwsze duże parki rozrywki. W ofercie znajdowały się zaawansowane technologicznie atrakcje. W wyniku tego wzrosło zainteresowanie wesołymi miasteczkami i parkami rozrywki w Polsce.

## Lunaparki w Europie
Jednym z najstarszych na świecie lunaparków jest Klampenborg Bakken w Danii. Jego początki sięgają końca XVI wieku. Dawniej był to królewski park do polowań, wyłącznie do użytku koronowanych głów. W 1756 roku Fryderyk V otworzył go dla swoich poddanych. Bakken to wesołe miasteczko, park i las w jednym. Wstęp do Bakken jest wolny. Lunapark zachował swoją historyczną aurę. Dostępna jest oryginalna drewniana kolejka górska z 1932 roku. W teatrze działającym od 1877 roku występują aktorki kabaretowe i śpiewają te same piosenki co 100 lat temu.
Drugim najstarszym na świecie wesołym miasteczkiem jest Tivoli w Kopenhadze. Dostępna jest tam najstarsza kolejka górska na świecie (z 1914 roku, projektu LaMarcusa Adny Thompsona, wynalazcy tego urządzenia). Znajduje się tam również sala koncertowa. Występują tam gwiazdy muzyki klasycznej, baletu czy teatru naprzemiennie z wykonawcami muzyki popularnej, takimi jak Lady Gaga czy Elton John.
Najczęściej odwiedzanymi parkami rozrywki w Europie są Disneyland Resort Paris, Europa-Park, Efteling, Port Aventura, Gardaland.

## Atrakcje w lunaparkach[7]
Przykładowe atrakcje w polskich lunaparkach:

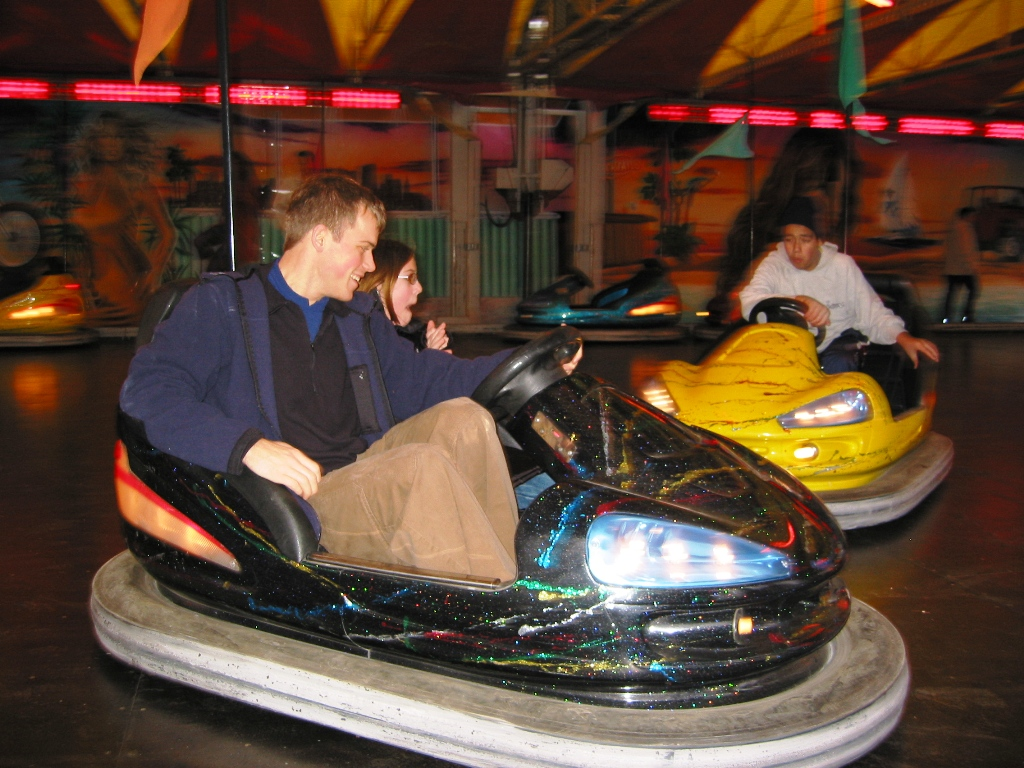
Autodrom
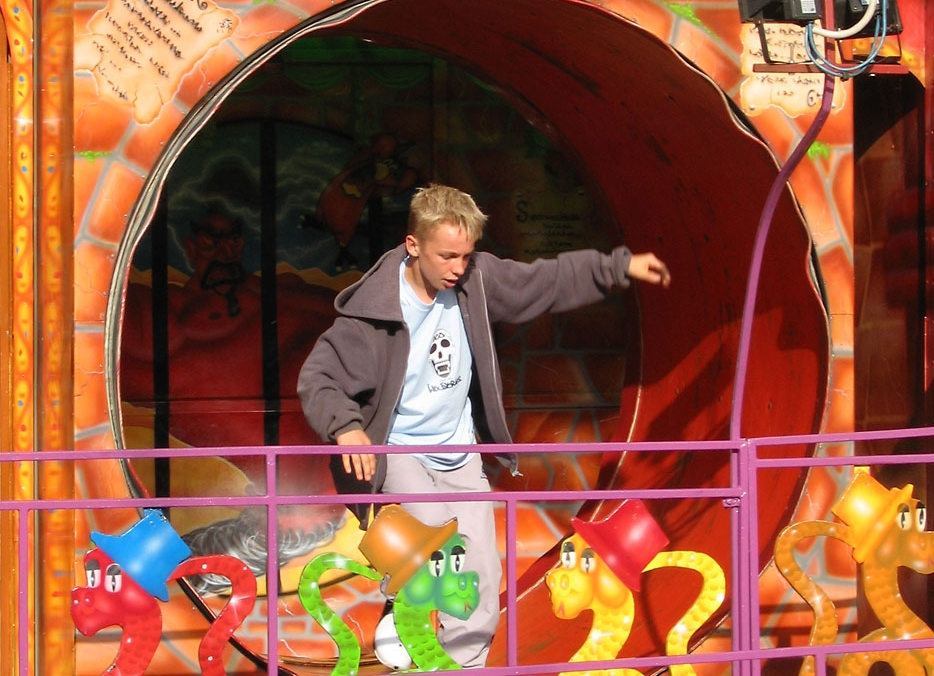
Beczka śmiechu
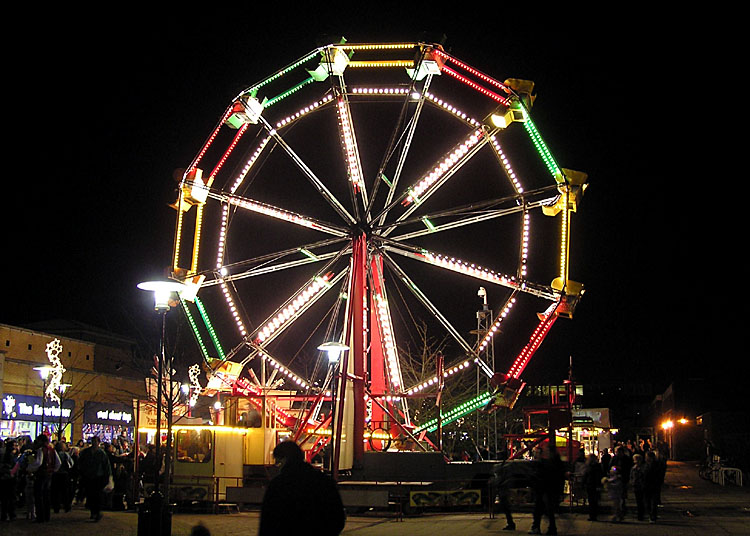
Diabelski młyn
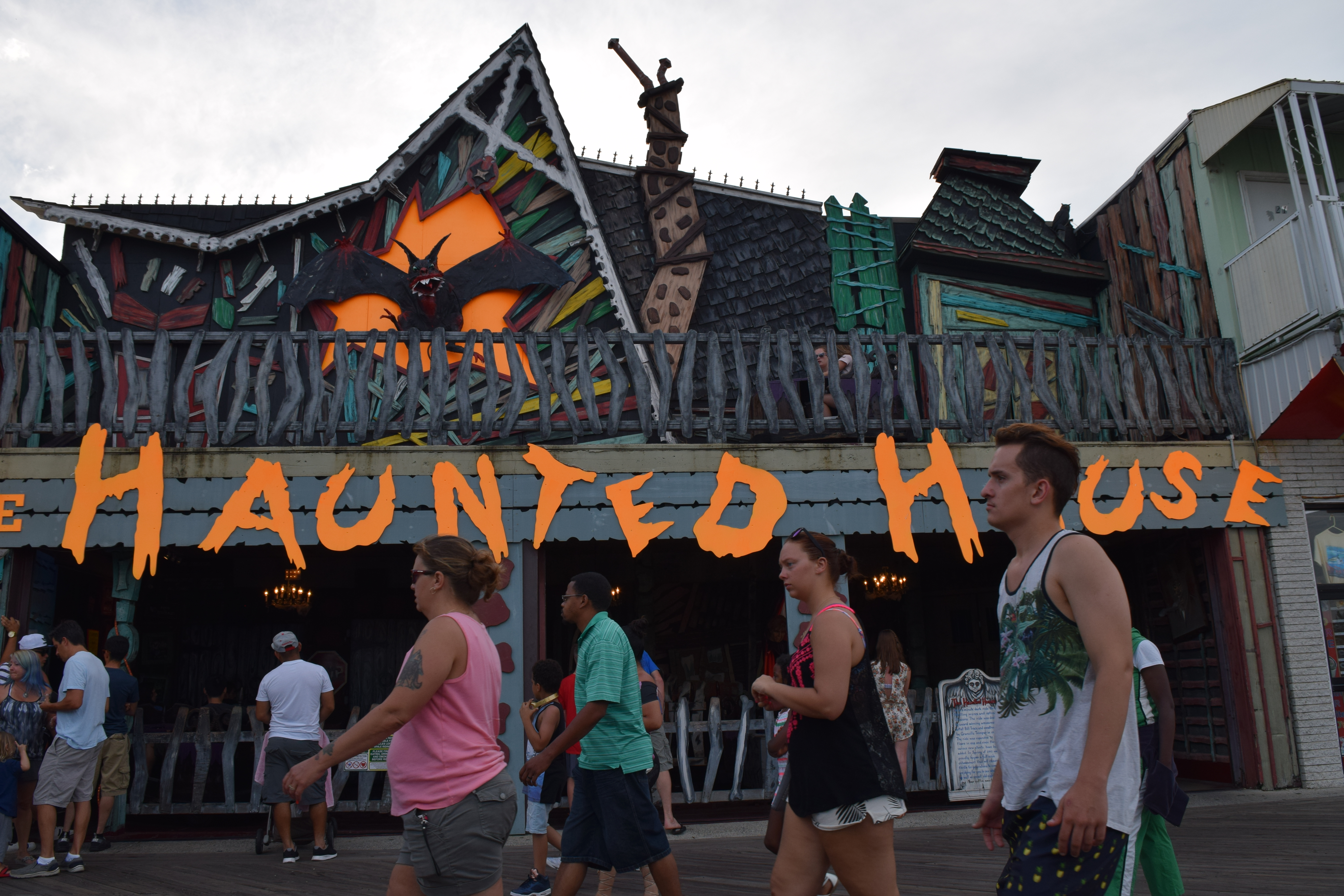
Dom strachów
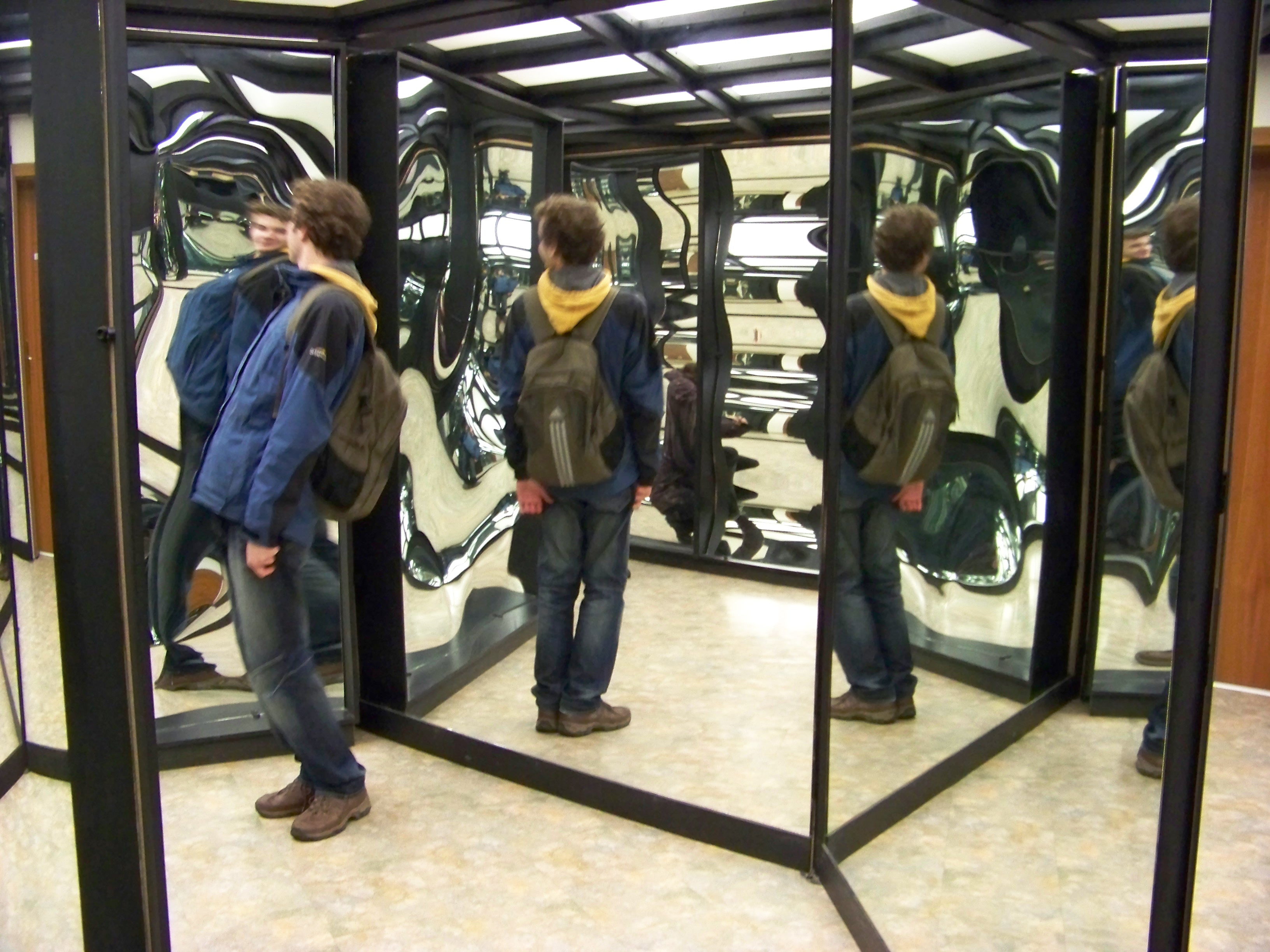
Gabinet luster
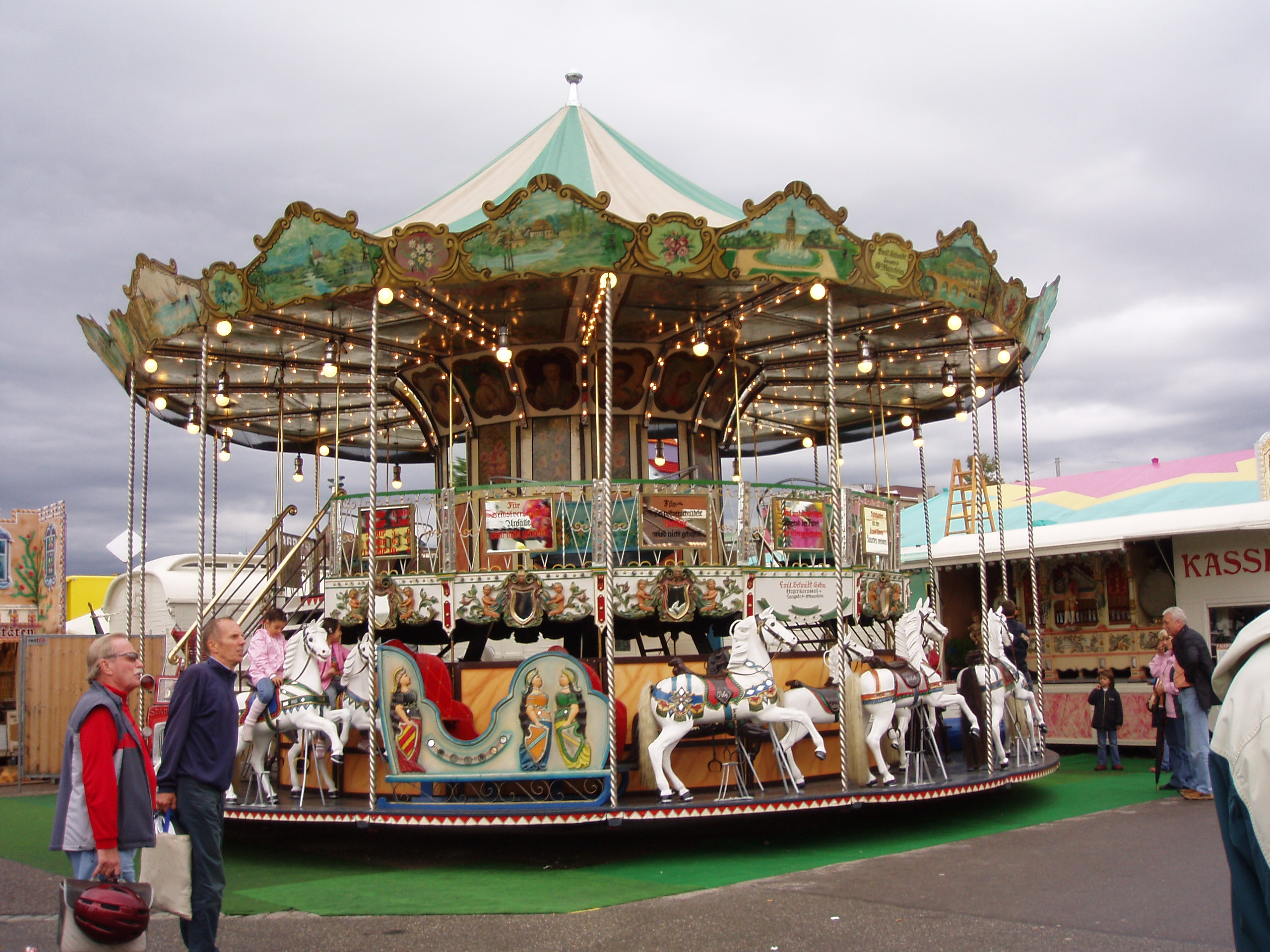
Karuzela wenecka
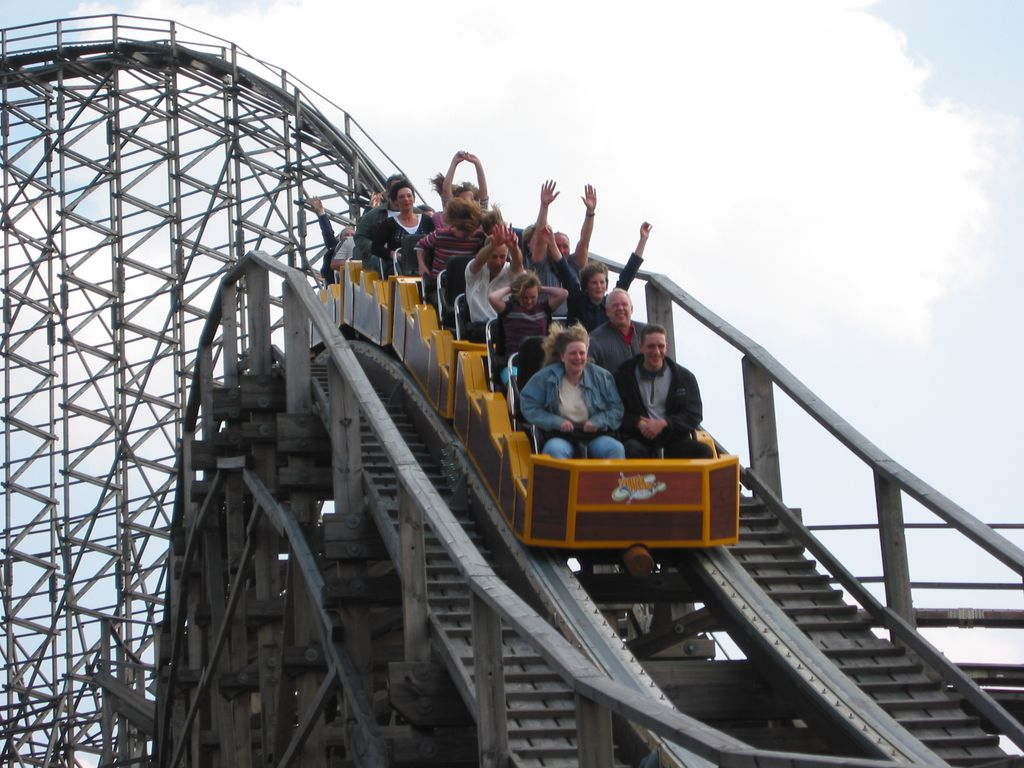
Kolejka górska
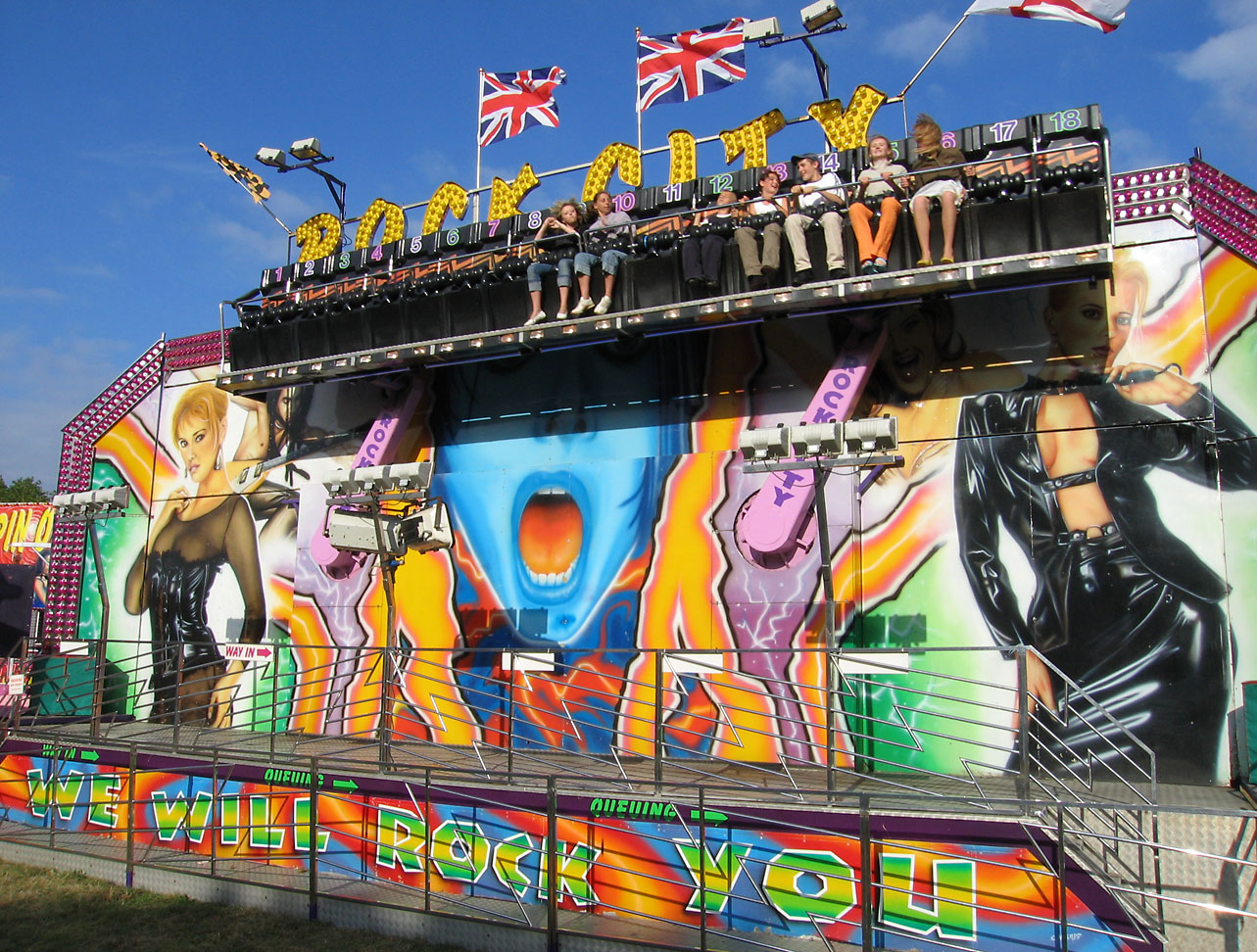
Ława
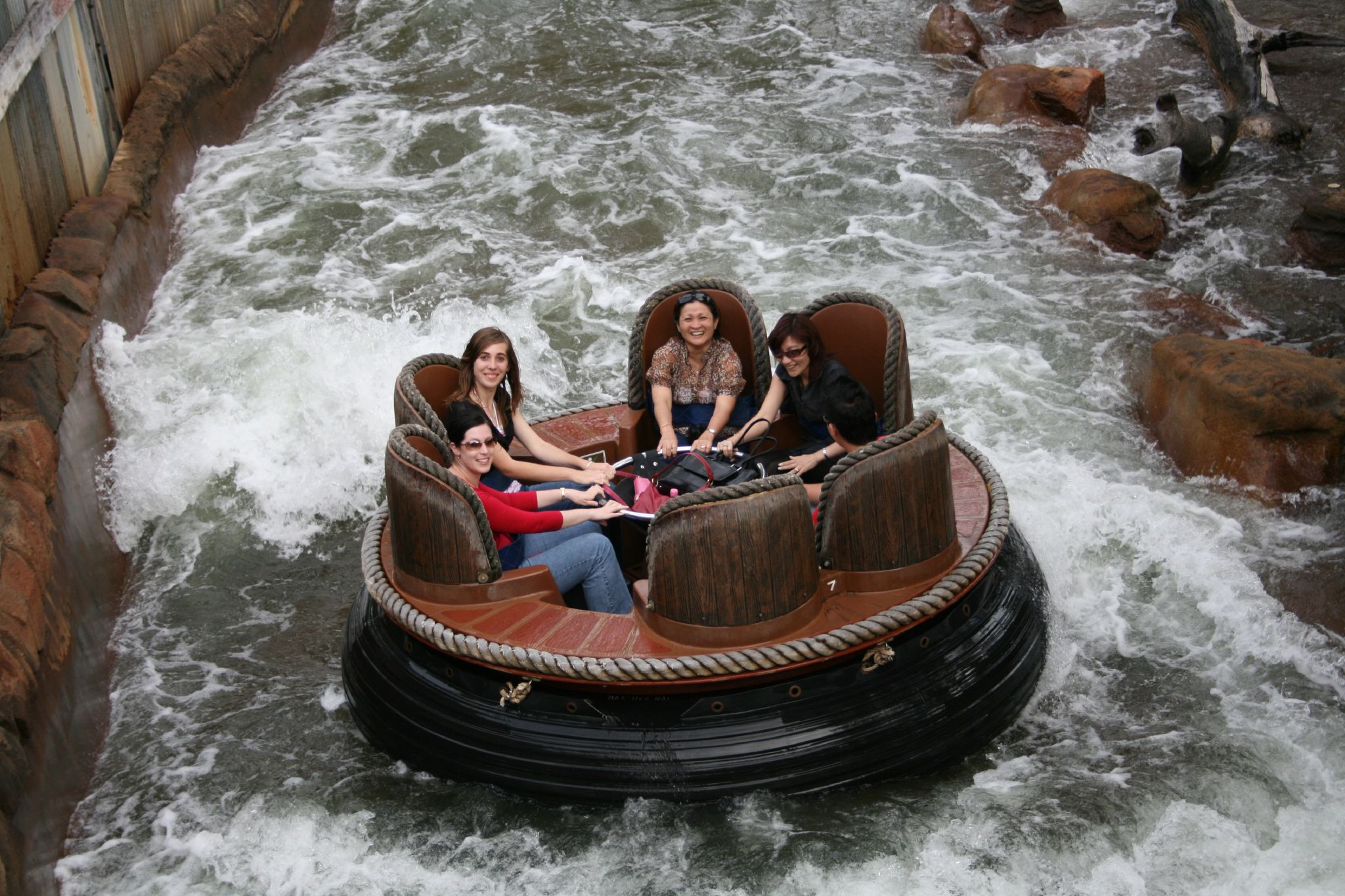
Rwąca rzeka
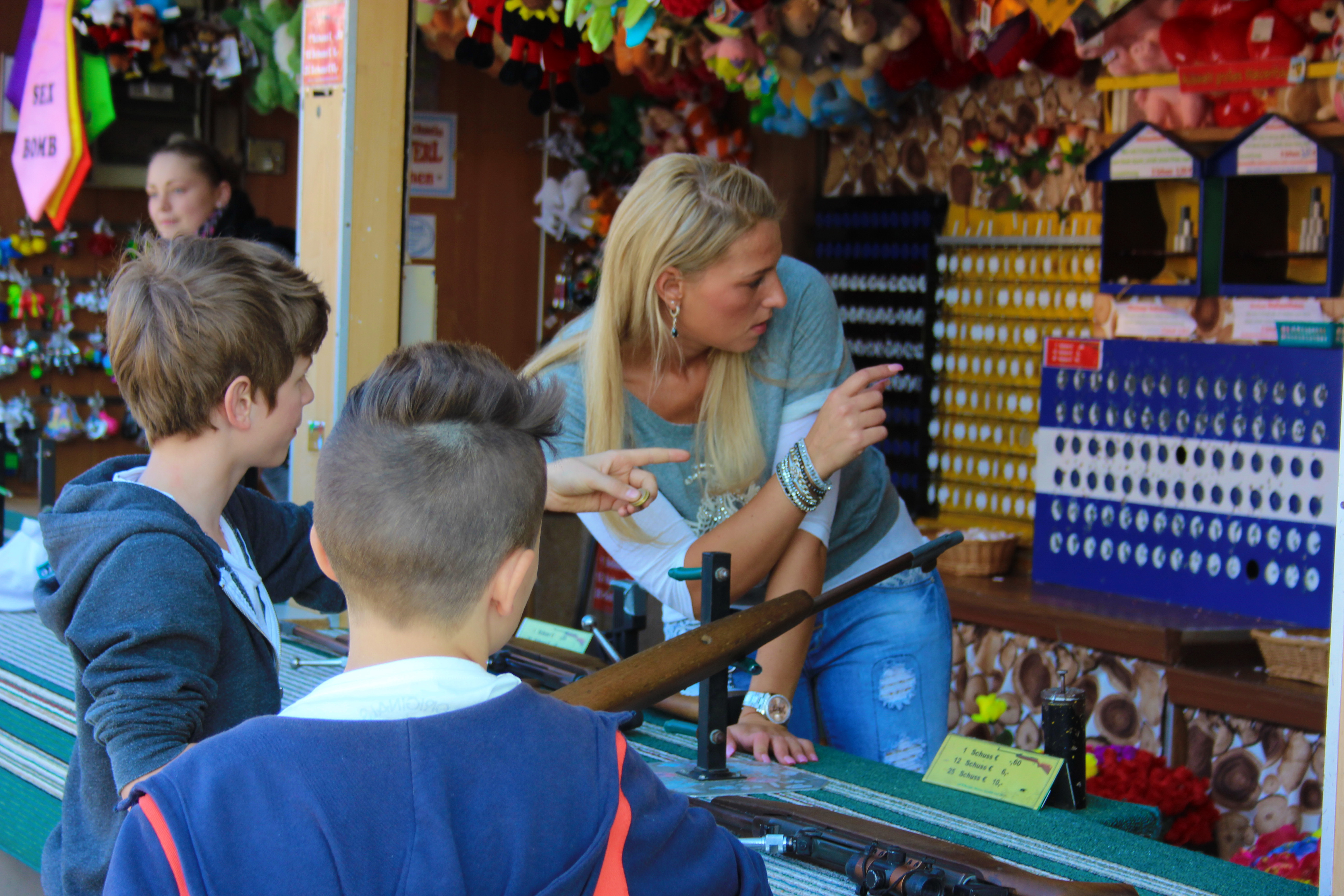
Strzelnica
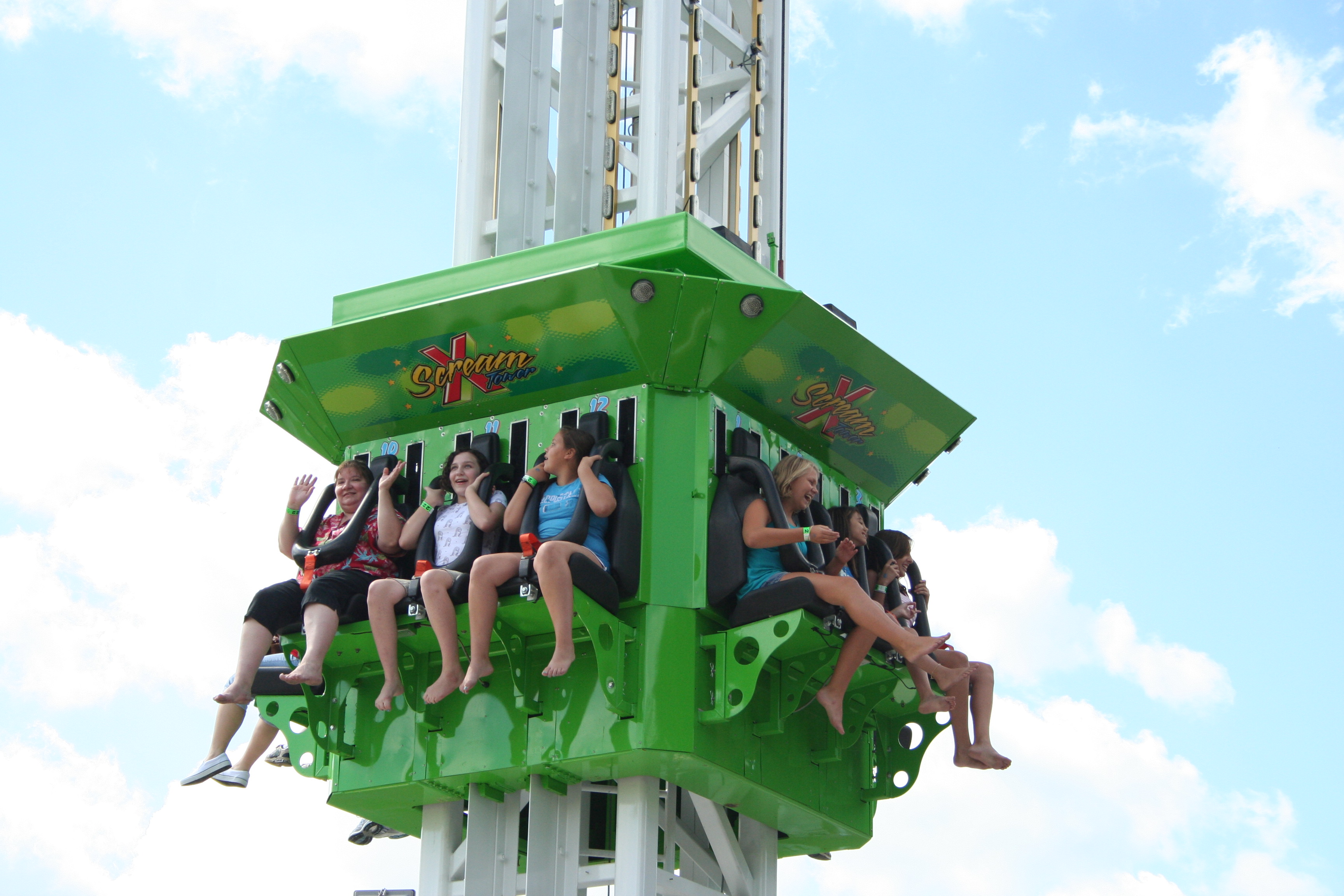
Wieża swobodnego spadania
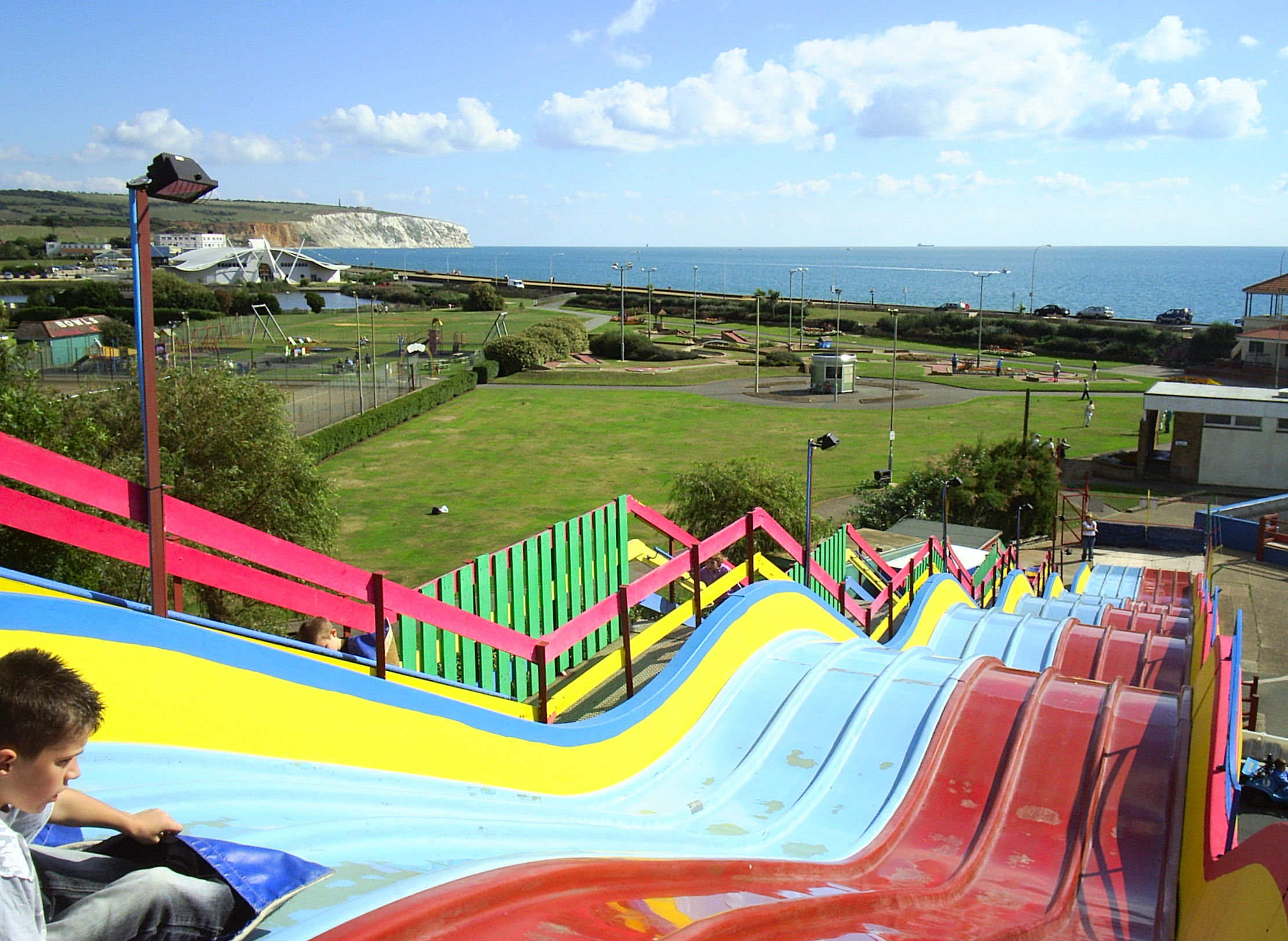
Zjeżdżalnia